# Cyphomyrmex wheeleri
Cyphomyrmex wheeleri är en myrart som beskrevs av Auguste-Henri Forel 1900. Cyphomyrmex wheeleri ingår i släktet Cyphomyrmex och familjen myror. Inga underarter finns listade i Catalogue of Life.

## Bildgalleri

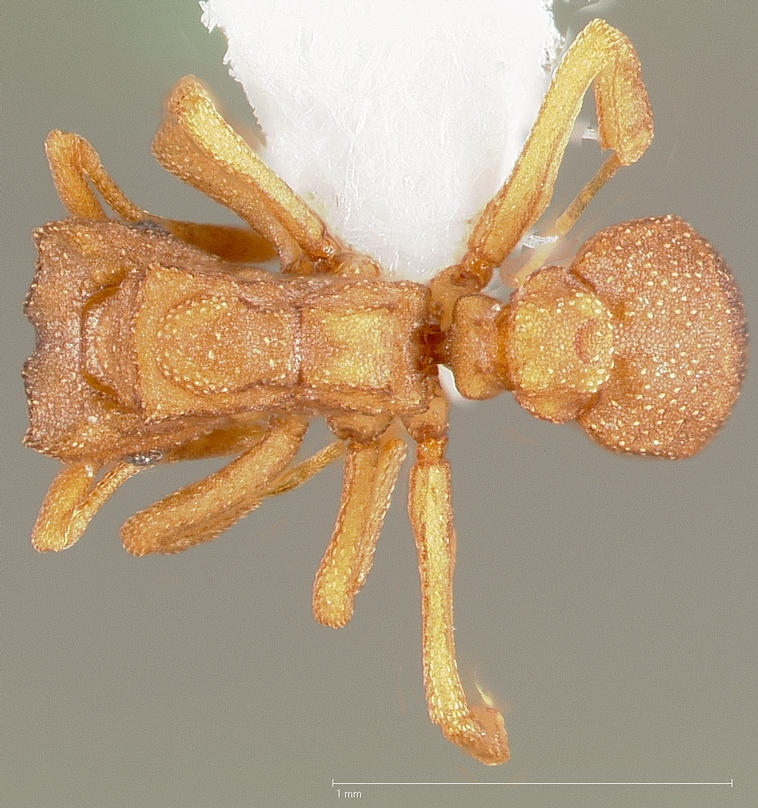
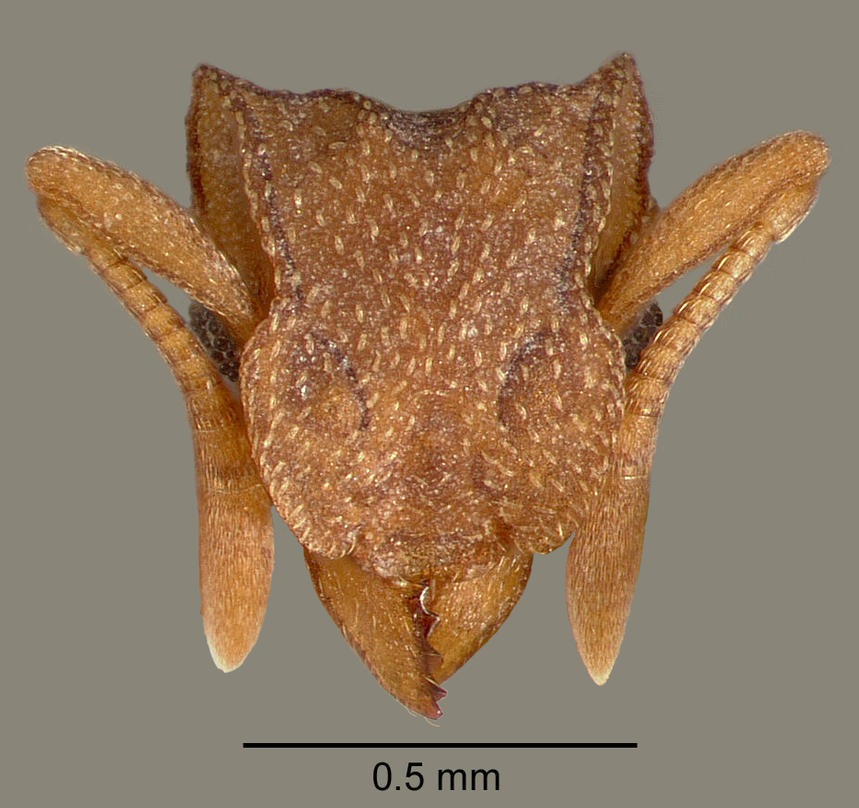
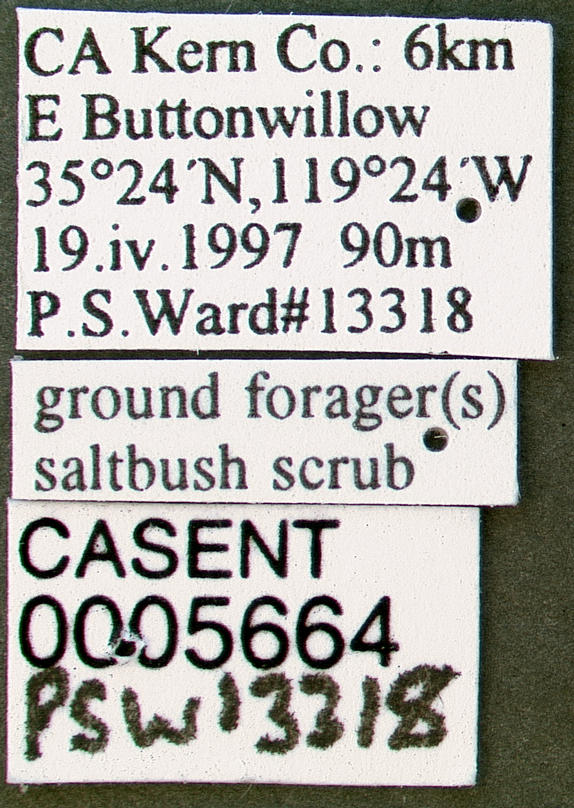
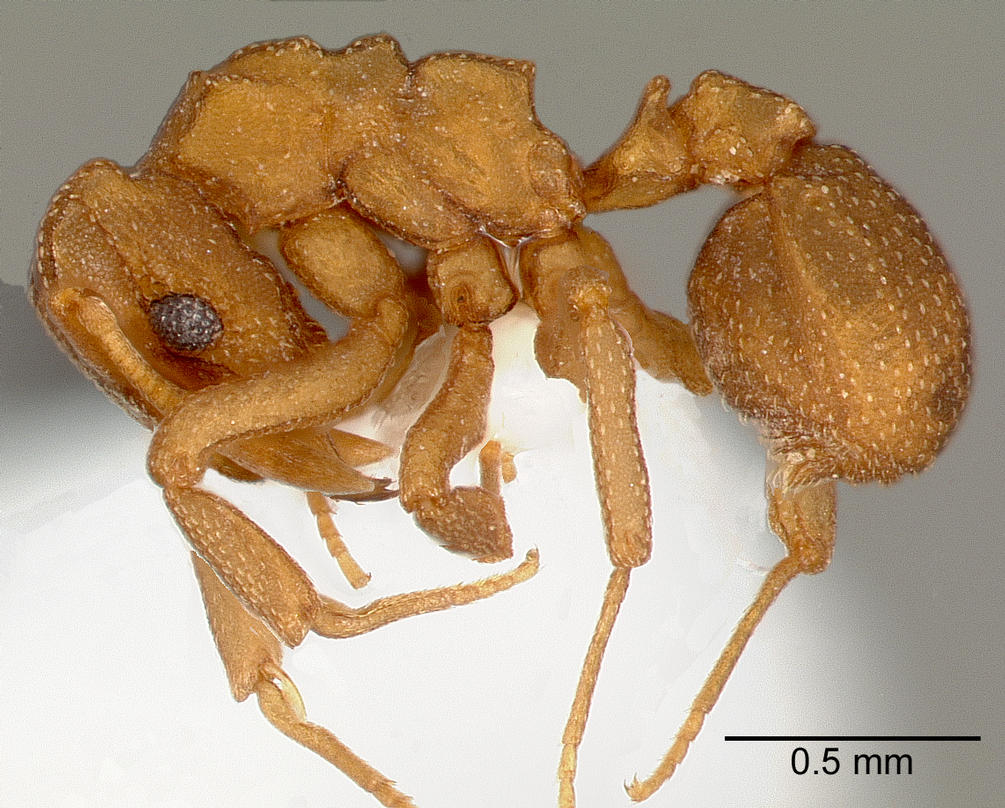
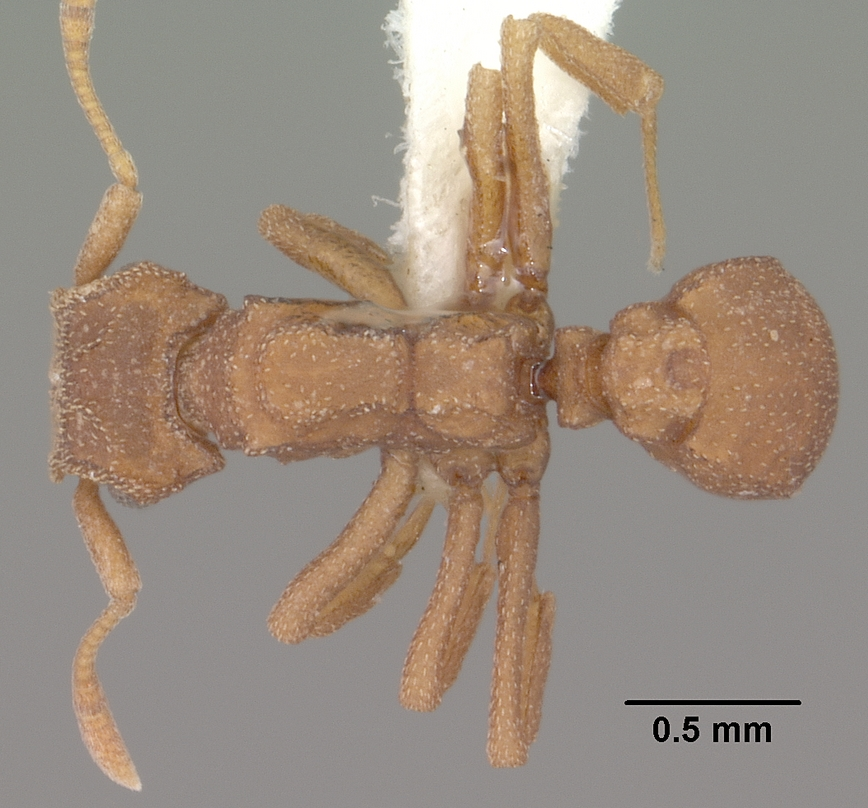
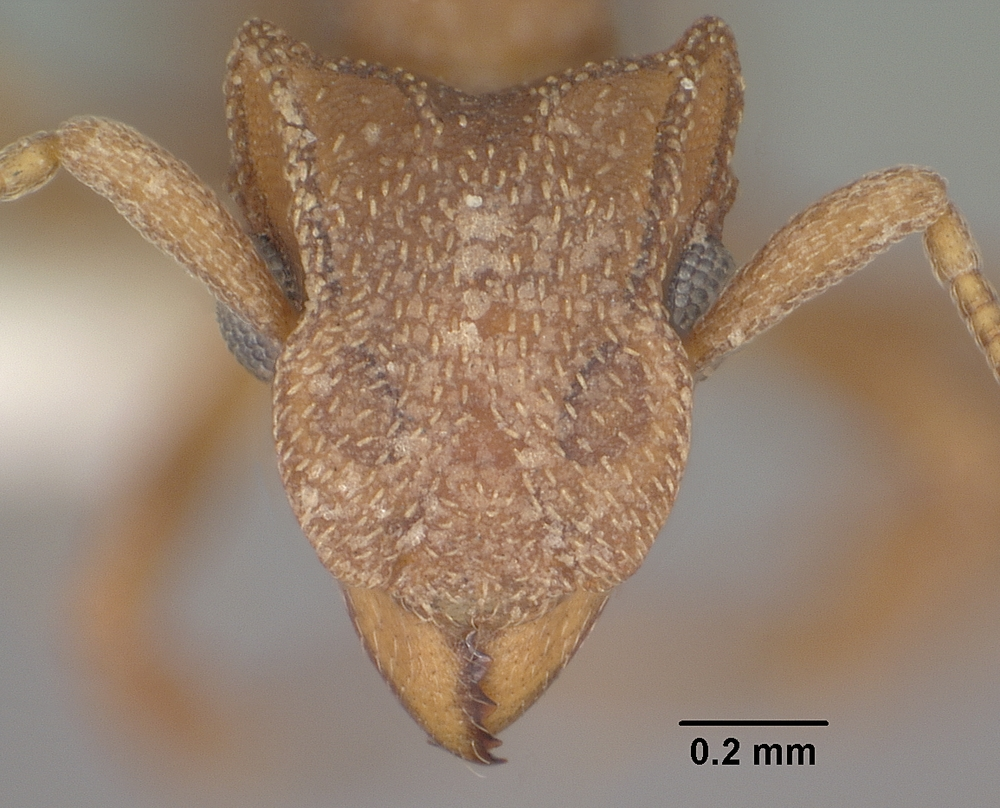